# حكومة هاشم الأتاسي الثانية
الحكومة السورية التي تشكلت في 17 أغسطس 1949، هي الحكومة الحادية والأربعين في تاريخ سوريا الحديث، والسادسة والعشرون في عهد الجمهورية السورية الأولى. كانت حكومة مؤقتة برئاسة هاشم الأتاسي بعد انقلاب سامي الحناوي، وحكومة وحدة وطنية. أشرفت على انتخابات الجمعية التأسيسية، واستقالت بعد انتخاب رئيسها رئيسًا للجمهورية في أعقاب التئام الجمعية التأسيسية بعد أربع أشهر من تأسيسها.

## تشكيلة الحكومة
| الوزير            | الوزارة                       |
| ----------------- | ----------------------------- |
| هاشم الأتاسي      | رئيس الوزراء                  |
| خالد العظم        | وزير المالية                  |
| رشدي الكيخيا      | وزير الداخلية                 |
| ناظم القدسي       | وزير الخارجية                 |
| عبد الله عطفة     | وزير الدفاع                   |
| عادل العظمة       | وزير دولة                     |
| فيضي الأتاسي      | وزير الاقتصاد الوطني          |
| فتح الله آسيون    | وزير دولة                     |
| مجد الدين الجابري | وزير الأشغال العامة           |
| سامي كبارة        | وزير العدل، وزير الصحة العامة |
| ميشيل عفلق        | وزير الزراعة                  |

| الترتيب | المنصب                    | الصورة | شاغل المنصب       | الحزب | الحزب | في المنصب من | في المنصب حتى       | ملاحظات |
| ------- | ------------------------- | ------ | ----------------- | ----- | ----- | ------------ | ------------------- | ------- |
| –       | رئيس الوزراء              |        | هاشم الأتاسي      |       |       | 14 آب 1949   | 14 كانون الأول 1949 |         |
|         | المالية                   |        | خالد العظم        |       |       |              |                     |         |
|         | الداخلية                  |        | رشدي الكيخيا      |       |       |              |                     |         |
|         | الخارجية                  |        | ناظم القدسي       |       |       |              |                     |         |
|         | الدفاع الوطني             |        | عبد الله عطفة     |       |       |              |                     |         |
|         | الاقتصاد الوطني           |        | فيضي الأتاسي      |       |       |              |                     |         |
|         | الأشغال العامة والمواصلات |        | مجد الدين الجابري |       |       |              | 17 آب 1949          |         |
|         | الأشغال العامة والمواصلات |        | فتح الله آسيون    |       |       | 17 آب 1949   |                     |         |
|         | العدلية                   |        | سامي كبارة        |       |       |              |                     |         |
|         | الصحة                     |        | سامي كبارة        |       |       |              |                     |         |
|         | المعارف                   |        | ميشيل عفلق        |       |       |              |                     |         |
|         | الزراعة                   |        | أكرم الحوراني     |       |       |              |                     |         |
|         | وزير دولة                 |        | عادل العظمة       |       |       |              |                     |         |
|         | وزير دولة                 |        | فتح الله آسيون    |       |       |              |                     |         |

## الملاحظات
1. ↑  فراغ الحقل لا يعني بالضرورة أن شاغل المنصب مستقل سياسياً أو غير حزبي، ولكن بسبب عدم توفر المعلومات أو المصادر.